# Živadinov
Živadinov je priimek več znanih Slovencev:
- Dragan Živadinov (*1960), gledališki režiser in večmedijski umetnik-performer